# Маранелло
Маране́лло (итал. Maranello) — итальянский город с 17 693 жителями в провинции Модена в области Эмилии-Романья, расположенной к северу от столицы.
С 1943 года здесь находится штаб-квартира завода Ferrari, престижного автопроизводителя, основанного Энцо Феррари из Модены. 
В 2009 году указом от 16 декабря президент Республики, Джорджо Наполитано, присвоил городу Маранелло звание города. 
Население — около 15 тыс. человек.

## Ferrari

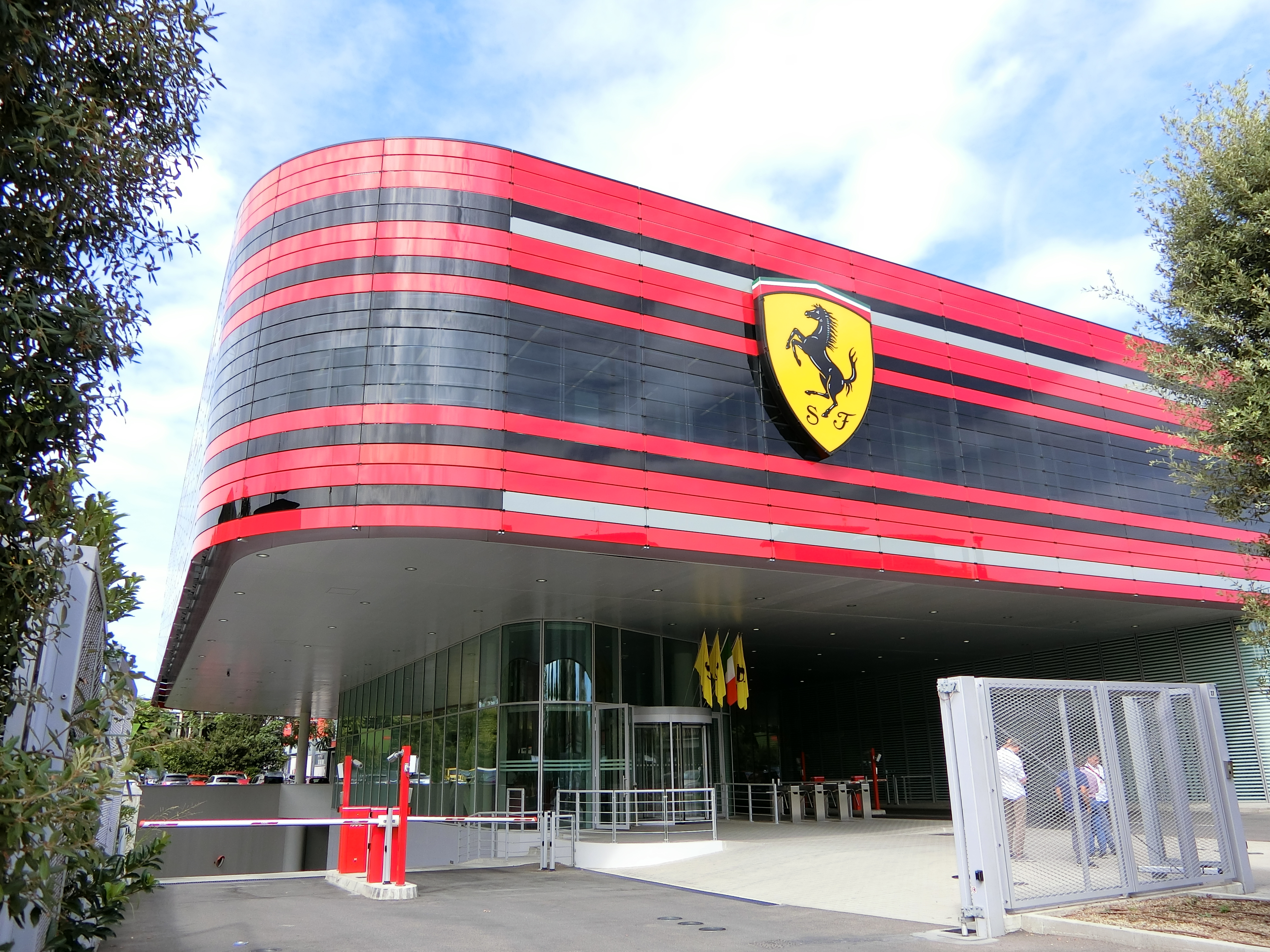
Штаб-квартира Феррари

Город получил известность благодаря автомобилестроительной компании Ferrari, у которой в Маранелло находятся штаб-квартира, производство, а также штаб-квартира команды Формулы-1 «Scuderia Ferrari».
Покровителем города почитается Власий Севастийский, празднование 3 февраля.
Маранелло является домашним городом завода «Феррари» c самого создания компании. В городе также расположен музей «Галерея Феррари» с автомобилями и трофеями.
Возле Маранелло находится местечко Фьорано-Моденезе (провинция Модена), где расположена трасса «Фьорано». Это частная трасса «Феррари», используемая для автомобильных тестов.